# 死霊の盆踊り
『死霊の盆踊り』（しりょうのぼんおどり、原題:Orgy of the Dead）は、1965年に公開されたアメリカ映画。オカルト・エロチック・ホラー映画。原題は「死者たちの乱交」を意味し、「死霊」とされる女性が裸踊りをするシーンが劇中ほとんどを占めている。日本では1987年に劇場公開、2019年にリバイバル公開されている。リバイバル公開時の映倫指定はG指定。

## 物語
ある夜、売れない小説家のボブは、恋人のシャーリーとともに小説のネタ探しをするために墓場へ向かっていた。途中でシャーリーが引き返すよう強く迫り、ボブは仕方なくUターンして戻ることにしたが運転を誤り、2人は車ごと転落してしまう。その頃、墓場では夜の帝王と闇の女王が宴を開いており、死霊となった女たちが踊っていた。様子を物陰から見ていたボブとシャーリーは途中で見つかってしまい、縛り付けられてしばらく踊りを鑑賞させられる。そして2人は闇の女王に襲われそうになるが、その瞬間に朝日が差し込んで死霊たちは骨になり、2人は救急隊によって救出された。

## 配役
- ボブ：ウィリアム・ベイツ
- シャーリー/黄金女：パット・バリンジャー（英語版）
- 夜の帝王：クリズウェル
- 闇の女王：ファウン・シルヴァー（英語版）

シャーリー役のバリンジャーは黄金女の役も演じており、別のかつらをつけて登場する。この「シャーリー」は脚本のエド・ウッドが女装した際に名乗っていた名前で、ウッドの作品には自己を投影した存在として「シャーリー」と名付けられた人物がよく登場する。

## スタッフ
- 製作：A・C・スティーブン（英語版）[注 1]
- 監督：A・C・スティーブン
- 原作：エド・ウッド
- 脚本：エド・ウッド
- 音楽：ハイメ・メンドサ＝ナヴァ（英語版）[13]（クレジットなし）

## 企画
この作品を監督したA・C・スティーブンはブルガリアの出身で、出生時の名はステファン・アポストロフ(Стефан Апостолов)であった。アポストロフは青年期に成立した共産政権下で反政府活動を行った容疑により収容所に送られた後、アメリカに移り住んだ。渡米後、アポストロフは映画の仕事を始め、自身の体験に基づく映画『Journey to Freedom』(1957)の制作に参加したが、その後は仕事に行き詰まり、組んで仕事をする相手を求めていた。
このとき『Journey to Freedom』で撮影監督を務めたウィリアム・C・トンプソンがアポストロフに紹介したのがエド・ウッドであった。ウッドは『グレンとグレンダ』(1953)『怪物の花嫁』(1955)『プラン9・フロム・アウタースペース』(1959)といった映画を監督として制作したがいずれも成果は芳しくなく、生活は困窮していた。二人はレストランで引き合わされ、アポストロフの監督、ウッドの脚本で映画を制作することになった。
アポストロフは予算に限りのある中で大映画会社に伍して映画を制作するには、隙間市場である性表現を狙うほかはないと判断した。当時アメリカの映画界は性表現規制が厳しく、1950年代には非合法に流通する映画を除けば、単にストリップショーを記録しただけの「バーレスク映画」や、ヌーディストの生活を取材したという名目で裸体を見せる映画がある程度であった。ラス・メイヤーが監督した1959年の映画『インモラル・ミスター・ティーズ』は流れを変え、主人公が周囲の女性を見て抱く妄想、という形ながらも、物語に登場する女性の裸体を作品に取り入れた。以降、同様の手法で裸体を取り入れた作品が何本も制作されるようになり、「ヌーディー・キューティーズ」(Nudie-cuties)と呼ばれた。
こうした状況の中、ウッドは『ヌーディー・グーリーズ』（Nudie Ghoulies, 『裸の食屍鬼たち』の意）と題する18ページの脚本をアポストロフに提示した。この脚本は物語の説明に20分を費やし、42分をかけて10種類の踊りを展開する、という内容となっていた。しかしそのままでは場が持たないと考えたアポストロフは、踊りの趣向を追加した。たまたま入った店でポリネシア風の扮装の女性を見かけると、ハワイアンダンスを追加した。また当時公開された『007 ゴールドフィンガー』で、登場する女性が全身に金粉を塗られる場面が話題になっていたことから、同様の場面を盛り込んだ。

## 撮影
撮影は1965年9月に始まった。しかし現場に集まった俳優は熟練者とはいえなかった。ボブを演じたウィリアム・ベイツは元FBIから俳優に転じた人物で、実績はなかった。またシャーリーを演じたパット・バリンジャーは悲鳴を上げることもできない演技力であったが、これでスターになれると思い込んでおり、自宅で悲鳴の練習をしたあげく嗄れた声で撮影に来たこともあった。夜の帝王を演じたクリズウェルはウッド絡みで参加した人物であったが、全くせりふを覚えて来なかった。責任を感じたウッドは、せりふを書いたキューカードを持ってカメラの陰からクリズウェルにせりふを教えるなど、場を取り繕うことに終始した。
撮影後の段階でも不手際が目立った。作品冒頭のドライブの場面は本来日中に撮影した映像を暗く焼き、夜間の場面のように見せる予定であったが、処理の問題により暗く処理された部分と昼間のままの部分が混在する状態で仕上がった。日程の関係からこの問題は解決されずに放置され、そのまま公開されることになった。こうした昼夜の混乱はウッドの監督作にも共通して見られた特徴で、後に本作もウッドの監督作と誤認されたり、ウッドの監督作ではないもののウッドの風味を備えているなどと評される一因となった。こうした問題はあったものの、映画は完成に至った。

## 公開
制作中、この映画は『Ghouls and Dolls』（食屍鬼どもと女たち）の題で呼ばれていたが、クリズウェルが『Orgy of the Damned』（呪われし者たちの乱交パーティー）の案を出し、アポストロフが手を加えて『Orgy of the Dead』（死者の乱交パーティー）の名称で公開された。ウッドは翌年にノベライスを出版し、600ドルを得た。1968年にはフランスでも公開されたが、ホラー映画としてもエロティカ映画としても高い評価は受けなかった。
以降、アポストロフはA・C・スティーブン名義でソフトコア作品を作り続け、一時代を築いた。しかし1972年に公開された『ディープ・スロート』を機にハードコアが台頭すると、ソフトコア作品は顧みられることがなくなっていった。ウッドはこの作品以降もアポストロフと組んで仕事をしたが、大きな成果を得ることもなく1978年に没した。「スターになれる」と誤解していたパット・バリンジャーは、この映画の資料を調査していたウィリアム・ロッツラーに注目され、『Agony of Love』(1966)で主役を務めてセクスプロイテーション界のスターになったものの、他の踊り手で実績を残した者はいない。こうして本作は過去の作品となっていった。

## 再評価
ところが、1980年に出版された『ゴールデン・ターキー・アワード』でウッドが史上最低の監督として取り上げられたことをきっかけに、この作品も注目を集めることになった。
日本では1986年に成人映画として公開。邦題をつけたのは江戸木純。配給会社はギャガ。同社が最初に配給した映画で、劇場公開時、宣伝スタッフが死霊に仮装して本物の盆踊りを催した。
1987年の「東京国際ファンタスティック映画祭」では、映画祭の正式参加作品でなく、他所の会場でのイベント上映作品に。ただし「最低映画予告編大全」との同時上映だった。この映画祭では、監督のA・C・スティーブンが来日。監督は「東京国際ファンタスティック映画祭」の正式な上映を決定事項だと信じ込んで来日したが、実際は土壇場で不合格になった。
ブルガリアでは監督を取り上げたドキュメンタリー『Dad Made Dirty Movies』が制作され、2011年のヴィジョン･デュ･レール国際ドキュメンタリー映画祭で公開された。ドキュメンタリーは監督がアメリカで映画制作に携わるまでを取材したもので、『死霊の盆踊り』制作についても取り上げられた。その後、このドキュメンタリーが放送される際には、監督の代表作として『死霊の盆踊り』も放送された。
日本では2019年12月HDリマスター版が一部の映画館で上映された。また2020年2月には新潟の高田世界館で『プラン9・フロム・アウタースペース』と合わせて上映された。この上映では「こうした映画に縁遠い高校生にも興味を持ってほしい」として映画館が地元高田北城高等学校の美術部に依頼し、高校生によって宣伝看板が作成された。